# Porto Alegre (navio)
O cargueiro Porto Alegre foi um navio mercante brasileiro afundado em 3 de novembro de 1942, pelo submarino alemão U-504, ao largo de Port Elizabeth, na África do Sul, em águas do Oceano Índico.
Pertencia à Companhia Carbonífera Sul Rio-Grandense e foi o vigésimo-quinto navio afundado na Segunda Guerra e o quarto a sê-lo desde a declaração de guerra ao Eixo em agosto daquele ano. Consistiu no único afundamento de um navio brasileiro fora do Atlântico, no qual, uma pessoa morreu.

## O navio e sua história
O navio foi completado em maio de 1921 no estaleiro italiano Cantiere Navale Triestino, em Monfalcone, perto de Trieste e pertenceu, até 1933, à operadora Cosulich Line, também de Trieste, sob o nome Gilda. Naquele ano, foi vendido à empresa brasileira Companhia Carbonífera Sul Rio-Grandense e rebatizado Porto Alegre, em homenagem à cidade homônina, capital do estado brasileiro do Rio Grande do Sul.
Possuía 5 187 toneladas de arqueação bruta de registro (GRT), 110,3 metros de comprimento, 15 metros de largura e 9,2 metros decalado. Construído em casco de aço, era propelido por um motor a vapor de tripla expansão acoplado a uma hélice, fazendo-o alcançar a velocidade de 10 nós.

## O afundamento
Aproximadamente 150 milhas náuticas a sudeste de Port Elizabeth, no Oceano Índico, às 16:42 (Horário da Europa Central; 18:42, horário local), o cargueiro, desarmado e sem escolta, foi atingido por um torpedo disparado  U-504, sob as ordens do Capitão-Tenente Hans-Georg Friedrich Poske.
Era comandado na ocasião pelo Capitão-de-Longo-Curso José Francisco Pinto de Medeiros, e fazia a rota entre Durban e Cidade do Cabo, em uma região onde nos meses anteriores os aliados tiveram perdas consideravelmente altas. O submarino alemão era de pequeno porte e tinha em sua torreta a pintura de uma cabeça de lobo emergindo das águas, com os dentes pontiagudos bem abertos à mostra.
Depois de arriadas as baleeiras, às  17:20 (CET), o "u-boot" ainda disparou um segundo torpedo contra o cargueiro, fazendo-o submergir rapidamente. Em seguida, veio à tona, e um oficial interrogou o comandante brasileiro em inglês, traduzindo as respostas, em alemão, para o Capitão-Tenente Poske.
Entre os náufragos do Porto Alegre estavam 11 tripulantes do mercante inglês Laplace (torpedeado em 29 de outubro pelo U-159), resgatados na véspera – quase todos salvos, após quatro dias no mar. As baleeiras do navio brasileiro chegaram em terra no dia 7 de novembro, a 50 milhas de Port Elizabeth. A única fatalidade foi o imediato Francisco Lucas de Azevedo.